# FN Minimi
5,56-мм ручной пулемёт FN Minimi — ручной пулемёт калибра 5,56×45 мм производства FN Herstal (Бельгия), серийное производство началось в 1980-х. Разработку этого оружия отдали перспективному конструктору Эрнесту Вервье (Ernest Vervier), создателю пулемёта FN MAG.
Последней версией FN Minimi, согласно официальному сайту FN Herstal, является FN Minimi Mk.3 в вариантах под калибры 5,56 НАТО и 7,62 НАТО, с коротким, стандартным, и удлинённым стволом.

## Описание
Разработкa Minimi начaлась в начале 1960-х годов, первоначальнo oружие былo предназначенo под патрон М193 5,56×45 мм, нo позднее переделанo под патрон SS109 5,56×45 мм. Прототипы oружия появились в начале 1970-х годов, нo серийное производствo пулемётa началось толькo в 1980-х.
Автоматика Minimi действует по схеме отвода пороховых газов из канала ствола с запиранием поворотом затвора. Питание производится из ленты (обычно коробка или сумка на 200 или 100 патронов подвешивается к пулемёту) или из магазина на 30 патронов стандарта STANAG. Пулемёт оснащается открытым прицелом, современные версии несут на ствольной коробке и цевье стандартные планки RIS для установки коллиматорных, оптических и ночных прицелов и других аксессуаров. На газовой трубке крепится складывающаяся назад в канал цевья двуногая сошка. Ствол быстросменный, для замены ствола или переноски пулемёта пулемёт оснащен рукояткой.

## Варианты
Minimi изготавливается в нескольких вариантах: стандартная модель как оружие огневой поддержки отделения пехоты или огневой группы морской пехоты (Squad Automatic Weapon) с обычным или складным по типу FN FNC прикладом, облегчённые версии с укороченным стволом для парашютистов и сил специального назначения (Minimi Para, Minimi SPW — Special Purpose Weapon, Mk. 46 mod. 0. Первые две версии имеют выдвижной при повороте на 90 градусов приклад, последние две — собраны на облегчённой ствольной коробке, без крепления для установки на станок, без приемника магазина и только ленточным питанием), версии для монтажа на шкворневых и турельных установках бронетехники без приклада.
- FN Minimi — бельгийский вариант пулемёта. Новейшей версией является FN Minimi Mk.3 5,56*45 NATO[3].
- M249 SAW — (Squad Automatic Weapon — автоматическое оружие отделения; также аббревиатура «SAW» как слово переводится как «пила») — вариант для Армии США.
- FN Minimi Para — вариант для воздушно-десантных войск, с укороченным стволом и раздвижным прикладом.
- FN Minimi SPW — Special Purpose Weapon, вариант для Сил Специальных Операций, облегчённый, с направляющей типа Пикатинни для установки оптических и ночных прицелов. Сошка снята, под стволом установлена так называемая «штурмовая рукоятка».
  - FN Mk 46 model 1 — вариант пулемёта Minimi SPW, разработанный для американских сил специальных операций.[источник не указан 3695 дней]
  - FELIN — французская программа по созданию комплекса вооружения солдата будущего, в рамках которой модифицированный пулемёт SPW оснастили различными оборудованием, включая электронные прицелы, дальномеры, датчики состояния оружия и систему передачи данных на нашлемный дисплей солдата.

### Minimi 7.62
Приблизительно до 2011 года FN выпускала вариант Minimi — Mk.48 mod.0, под патрон 7,62×51 мм НАТО, в качестве более мобильной альтернативы пулемёту FN MAG. Пулемёт принят на вооружение 21 марта 2003 года Силами Специальных Операций США, как альтернатива пулемёту M240L (американская модификация FN MAG). В 2011 его заменил усовершенствованный вариант Mk.48. mod.1.
Тем не менее, новейшей вариацией Minimi под патрон 7,62×51 НАТО является FN Minimi Mk.3 7,62.

## Страны-эксплуатанты
FN Minimi находится на вооружении более чем 45 стран, в том числе:
- Австралия: под обозначением F89[6]
- Бельгия[7]
- Великобритания: FN Minimi и FN Minimi Para используются под обозначениями L108A1 и L110A2 соответственно.[8]. Британская армия экипирует каждое звено из 4 человек пулемётом Minimi Para. Оружие оснащается оптическим прицелом SUSAT. Также пулемёт используется на флоте, в 3 бригаде коммандос и в RAF Regiment.
- Восточный Тимор: силы обороны Восточного Тимора[9]
- Греция: производится по лицензии компанией ЭАС[10], используется армией и подразделениями специального назначения[11]. Первые 10 экземпляров произведены в 1999.
- Индонезия[7]
- Ирландия: используется рейнджерами ирландской армии[12].
- Италия: выпускается по лицензии компанией Beretta, являющейся партнёром FN и поставщиком ВС Италии. Minimi заменил MG 42/59 (модернизированный вариант немецкого пулемёта MG 42 времён Второй мировой войны) в качестве оружия поддержки подразделения. Minimi широко используется итальянскими войсками во всех операциях недавнего прошлого и настоящего времени[13].
- Испания: ВМС Испании закупили 88 пулемётов (66 под патрон 5,56 НАТО и 22 под патрон 7,62 НАТО)[14].
- Канада: используется Канадскими вооружёнными силами под обозначением C9. Вариант C9A1 оснащён направляющей типа Picatinny rail, на которую установлен оптический прицел C79 кратности 3,4x. Также может устанавливаться дополнительная передняя рукоятка[15]. Также существует модернизированный вариант C9A2 с укороченным стволом, фурнитурой зелёного цвета, тряпичными контейнерами для патронов (вместо пластиковых коробов), телескопическим прикладом, аналогичным таковому у Diemaco C8, складной передней рукояткой и модулем ЛЦУ[16]. В каждом пехотном отделении имеется два пулемёта C9.
- Китайская Республика: под обозначением T75[17].
- Латвия: с ноября 2006 года[18] — стандартный ручной пулемёт армии Латвии.
- Литва: с 2024 года — FN Minimi Mk.3 стандартный ручной пулемёт Войска Литовского и пограничной службы.
- Казахстан: используются спецподразделениями.
- Люксембург: Minimi Para используется специальным подразделением полиции Люксембурга[19][20][21].
- Малайзия: заменил HK 11 на вооружении армии Малайзии. Также используется полицейскими подразделениями специального назначения[22].
- Нидерланды: Вооружённые силы Нидерландов закупили Minimi Para в качестве частичной замены замены FN MAG, до сих пор использующегося в качестве единого и танкового пулемёта, а также оружия огневой поддержки[23].
- Новая Зеландия: Вооружённые силы Новой Зеландии используют Minimi под обозначением C9 Minimi с 1988 года[24].
- Норвегия: Вооружённые силы Норвегии C конца 1980-х MINIMI Para используется подразделениями Marinejegerkommandoen, Haerensjegerkommando, Forsvarets Spesialkommando, Kystjegerkommandoen. С 2011 MINIMI 5,56 TR принят на вооружение норвежской армии.
- ОАЭ[7]
- Папуа — Новая Гвинея: под обозначением F89[17].
- Польша: Специальные войска Польши.
- Россия: ограниченно используется ВС РФ.[уточнить ссылку]
- Словения: используется ВС Словении[25].
- США: в 1982 году вариант XM-249E1 был принят на вооружение вооружённых сил США под наименованием M249 SAW[26].
- Таиланд[17]
- Украина: некоторое количество.
- Филиппины: Вооружённые силы Филиппин закупили FN Minimi в мае 2002 года[27].
- Франция: Minimi Para широко используется армией Франции. Заменил пулемёт AAT-F1[28].
- Швейцария: под обозначением LMg 05 (Leichtes Maschinengewehr 05) либо FM 05 (Fusil mitrailleur 05)[29].
- Швеция: под обозначением Ksp 90 (Kulspruta 90). FN Minimi Para обозначается Ksp 90B; оба варианты выпускаются на заводах Bofors Carl Gustaf[30][31].
- Шри-Ланка[7]
- Япония: заменил пулемёт NTK-62 на вооружении сухопутных сил самообороны Японии. Выпускается по лицензии компанией Sumitomo Heavy Industries[32][33].